# Viola (nome)
Viola  è un nome proprio di persona italiano femminile.

## Varianti
- Alterati: Violetta[1][2][3]

### Varianti in altre lingue
- Bulgaro: Виолета (Violeta)[2]
- Catalano: Viola[4]
- Ceco: Viola[2]
- Danese: Viola[2]
- Finlandese: Viola[2]
- Francese: Violette[1][2]
- Gallese: Fioled[5]
- Inglese: Viola[2][5], Violet[2][5]
  - Ipocoristici: Vi[2]
- Lituano: Violeta[2]
- Macedone: Виолета (Violeta)[2]
- Polacco: Wiola[2], Wioleta[2], Wioletta[2]
- Rumeno: Violeta[2]
- Russo: Виолетта (Violetta)[2]
- Serbo: Виолета (Violeta)[2]
- Slovacco: Viola[2]
- Spagnolo: Viola[4], Violeta[2]
- Svedese: Viola[2]
- Tedesco: Viola[2]
- Ungherese: Viola[2], Violetta[2], Ibolya[2]

## Origine e diffusione

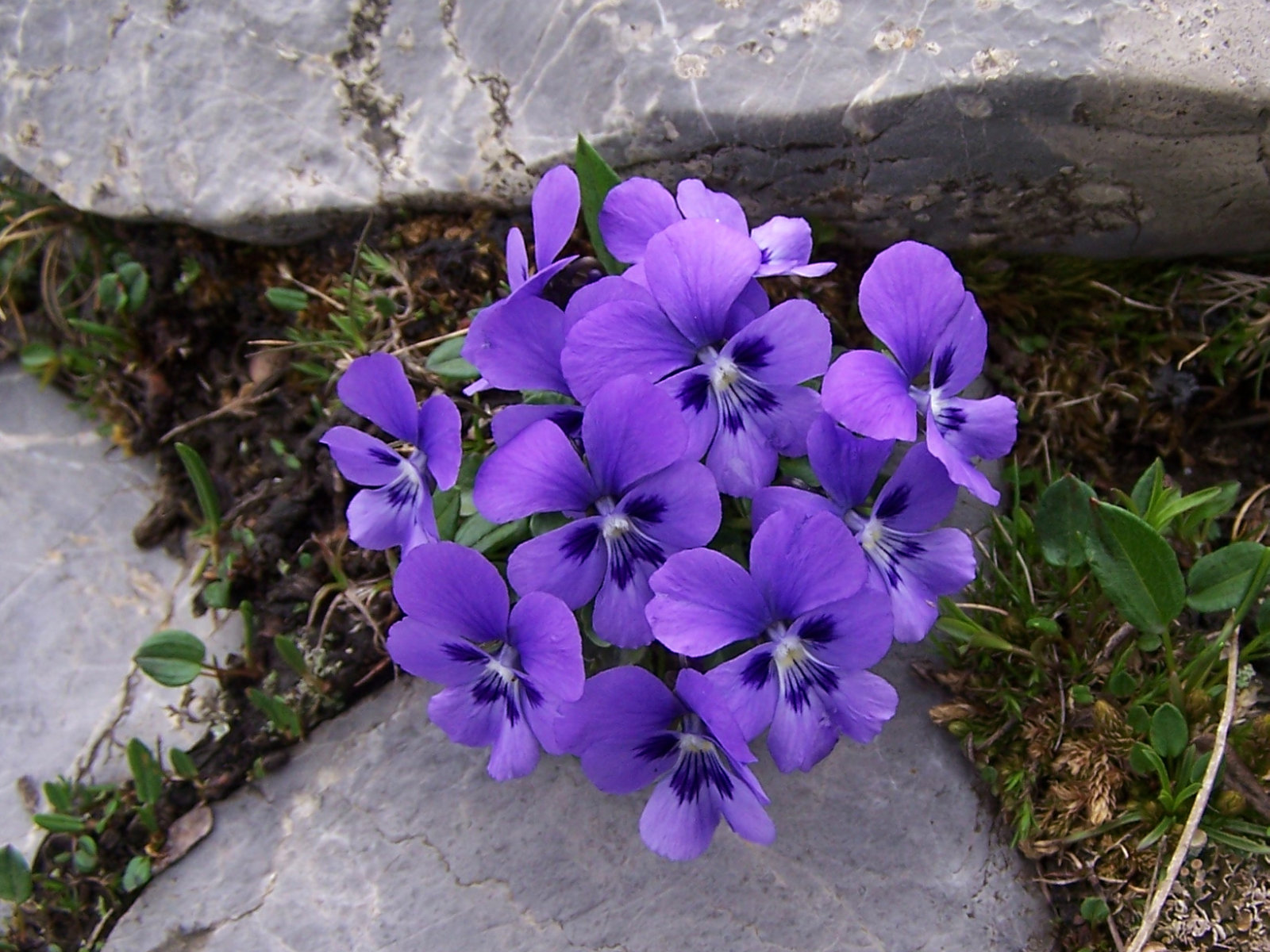
Esemplari di Viola alpina

È un nome augurale che richiama il fiore della viola; etimologicamente, il termine deriva, tramite il latino viola, dal greco antico ἴον (íon, più anticamente anche ϝίον, víon), dalla probabile origine pre-indoeuropea. Dalla stessa radice derivano anche i nomi Ione, Iole, Viorel e Violante.
In Italia il nome è assai comune, in parte sostenuto dal debole culto delle sante così chiamate, e forse anche dalla commedia di Shakespeare La dodicesima notte, dove appare un personaggio con questo nome; la forma diminutiva gode anch'essa di buon uso, aiutato dal personaggio di Violetta Valéry da La traviata di Giuseppe Verdi. Negli anni 1970 si contavano del nome circa diecimila occorrenze, con una leggera prevalenza per Violetta, forma accentrata in Toscana ed Emilia-Romagna.
Se in Italia però Violetta rappresenta un diminutivo di Viola, l'inglese Violet è invece un nome a sé stante, ripreso direttamente da quello del fiore; già comune in Scozia nel XVI secolo, venne introdotto nel resto dei paesi anglofoni a partire dal XIX secolo. Anche la variante ungherese Ibolya è tratto direttamente dal nome del fiore, che risale sempre al latino viola.

## Onomastico
Vi sono due sante con questo nome, in memoria delle quali si può festeggiare l'onomastico: la prima, ricordata in data 3 maggio, è una vergine martirizzata a Verona (assente dal Martirologio Romano e dall'esistenza dubbia), la seconda, commemorata l'8 settembre, martirizzata in Persia.

## Persone
- Viola Barry, attrice statunitense

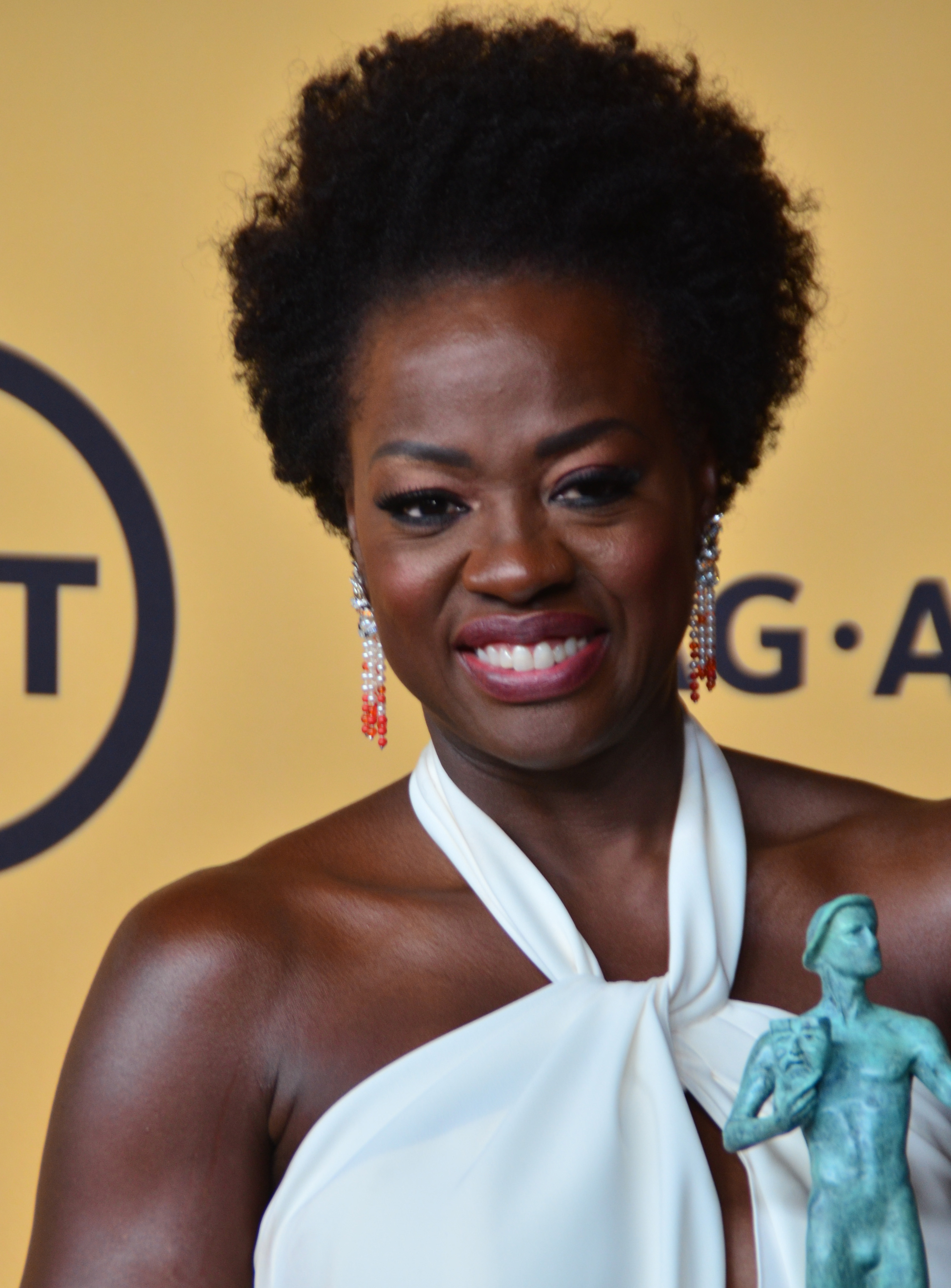
Viola Davis

- Viola Carofalo, politica, saggista e accademica italiana
- Viola Dana, attrice statunitense
- Viola Davis, attrice e produttrice televisiva statunitense
- Viola Desmond, imprenditrice canadese
- Viola Di Grado, scrittrice, orientalista e traduttrice italiana
- Viola Graziosi, attrice e doppiatrice italiana
- Viola Myers, velocista canadese
- Viola Valentino, cantante e attrice italiana
- Viola Valli, nuotatrice italiana

### Variante Violetta

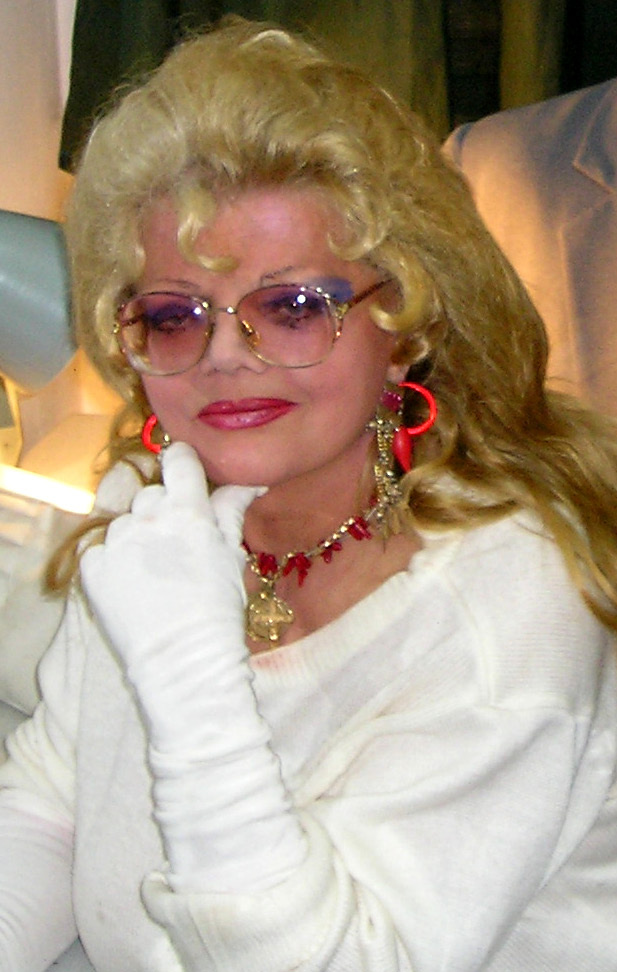
Violetta Villas

- Violetta Caldart, giocatrice di curling italiana
- Violetta Elvin, danzatrice sovietica
- Violetta Kolobova, schermitrice russa
- Violetta Parisini, cantante austriaca
- Violetta Villas, cantante polacca

### Variante Violeta
- Violeta Barrios de Chamorro, politica nicaraguense
- Violeta Bermúdez, politica e avvocata peruviana
- Violeta Bulc, politica slovena
- Violeta Dinescu, compositrice, pianista e docente rumena
- Violeta Parra, cantautrice, poetessa e pittrice cilena
- Violeta Urmana, soprano e mezzosoprano lituano

### Variante Violet

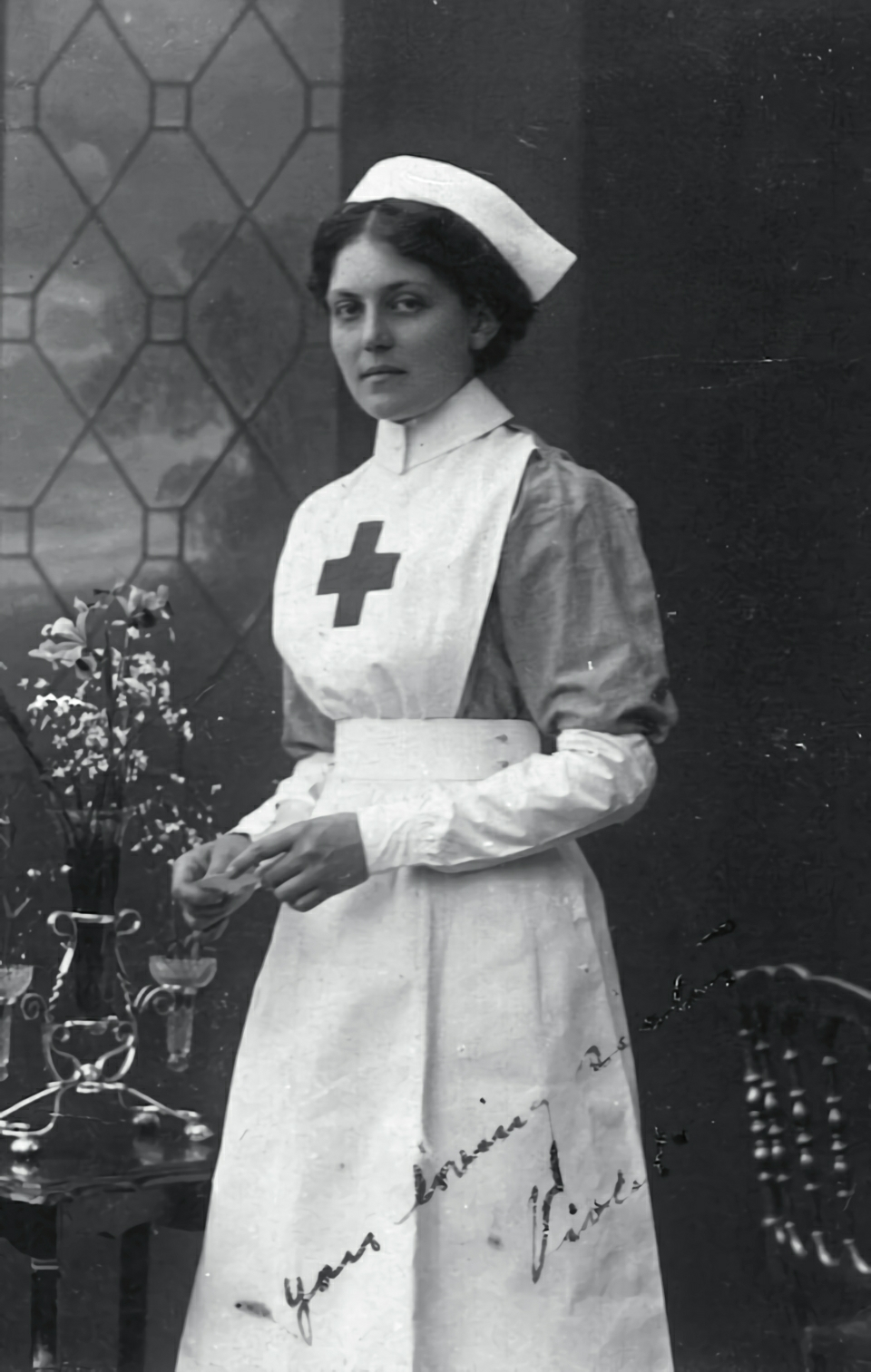
Violet Jessop

- Violet Brown, supercentenaria giamaicana
- Violet Gibson, donna irlandese che tentò di uccidere Benito Mussolini
- Violet Heming, attrice britannica naturalizzata statunitense
- Violet Jessop, infermiera e cameriera di cabina britannica, sopravvissuta a tre disastri navali
- Violet Lindsay, artista britannica
- Violet Mersereau, attrice statunitense
- Violet Nicolson, poetessa britannica
- Violet Trefusis, scrittrice britannica

### Altre varianti

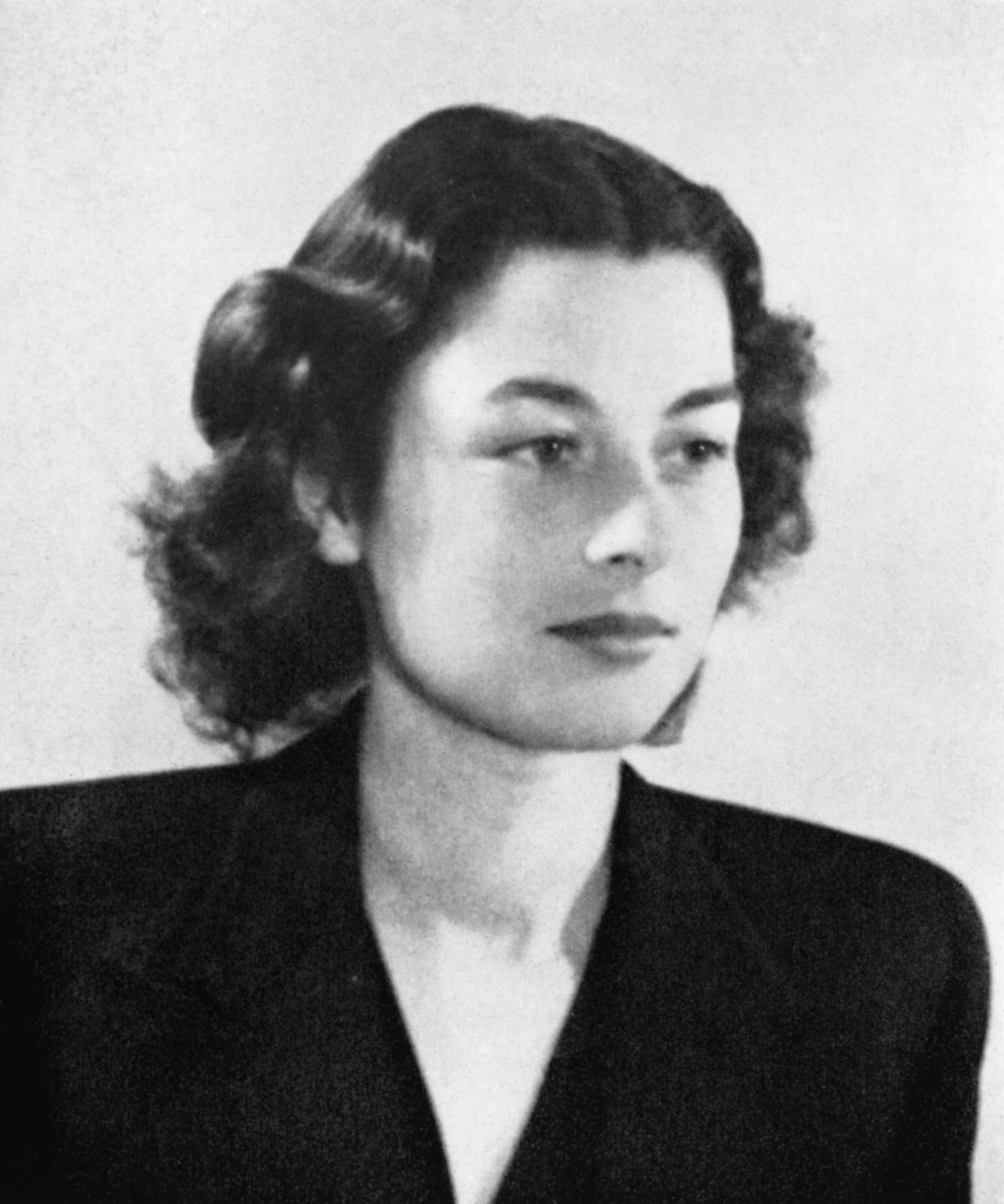
Violette Szabo

- Violette Nozière, criminale francese
- Ibolya Oláh, cantante ungherese
- Violette Szabo, agente segreta britannica

## Il nome nelle arti
- Viola è il titolo di una canzone di Adriano Celentano
- Viola è la protagonista del videogioco The Witch's House.
- Viola è un personaggio della commedia di Shakespeare La dodicesima notte.
- Viola è il personaggio principale del film del 1998 Viola bacia tutti, diretto da Giovanni Veronesi.
- Violetta è un personaggio dell'omonima opera di Saverio Mercadante.
- Violet Baudelaire è un personaggio della serie di romanzi Una serie di sfortunati eventi, scritta da Lemony Snicket.
- Violetta Beauregarde è un personaggio del romanzo di Roald Dahl La fabbrica di cioccolato e delle opere da esso tratte.
- Viola Bruni è un personaggio della soap opera Un posto al sole.
- Violetta Castillo è la protagonista della telenovela argentina Violetta.
- Violet Crawley è un personaggio della serie televisiva britannica Downton Abbey
- Viola De Mattia è un personaggio della commedia Uomo e galantuomo di Eduardo De Filippo.
- Violet Evergarden è un personaggio della serie Violet Evergarden
- Violet Gray è un personaggio delle strisce a fumetti Peanuts.
- Viola Liebertz Hochleitner è un personaggio della soap opera Tempesta d'amore.
- Violetta Parr è un personaggio del film del 2004 Gli Incredibili - Una "normale" famiglia di supereroi, diretto da Brad Bird.
- Violet Turner è un personaggio della serie televisiva Private Practice.
- Violetta Valéry è un personaggio dell'opera di Giuseppe Verdi La traviata.
- Violetta è un personaggio della serie Pokémon.
- Viola Rossi è un personaggio del film del 2023 Il migliore dei mondi diretto e interpretato da Maccio Capatonda.